# ویوو (فیلم)
ویوو (به انگلیسی: Vivo) یک فیلم پویانمایی کمدی-درام موزیکال از سال ۲۰۲۱ است که توسط سونی پیکچرز انیمیشن تولید شده‌است. این فیلم توسط کیرک دمیکو و با همکاری براندون جفوردز کارگردانی شده، فیلمنامه آن توسط دمیکو و کیارا الگریا هودس نوشته شده و داستان آن از یک ایدهٔ اصلی توسط پیتر بارسوچینی گرفته شده؛ آهنگ‌های آن توسط لین-منوئل میراندا نوشته شده که خودش صدای شخصیت عنوان فیلم را بازی می‌کند. بازیگران دیگر همچنین شامل ینایرالی سیمو، زوئی سالدانیا، خوان د مارکوس گونزالس، مایکل روکر، برایان تایری هنری، نیکول بایر و گلوریا استفان می‌باشند. این فیلم اولین فیلم موسیقی سونی پیکچرز انیمیشن است.

## خلاصه داستان
انیمیشن ویوو Vivo 2021 در مورد یک خرسک دم حلقه ای منحصر به فرد به نام ویوو است که روزهای خود را با پخش موسیقی در میان جمعیت در یک میدان پر جنب و جوش در هاوانا همراه با مالک محبوبش آندرس سپری می‌کند اگرچه ویوو و آندرس به یک زبان صحبت نمی‌کنند اما از طریق عشق مشترکشان به موسیقی به خوبی با یکدیگر ارتباط برقرار کرده‌اند در این میان آندرس از همکار قدیمی خود مارتا ساندوال معروف نامه‌ای دریافت کرده که او را به کنسرت خداحافظی خود در میامی دعوت کرده‌است اما در همان روز آندرس می‌میرد حال ویوو به این فکر می‌افتد پیامی که آندرس هرگز موفق به ارسال آن نشده‌است را برای مارتا ارسال کند نامه‌ای عاشقانه که آندرس مدت‌ها پیش در قالب یک آهنگ زیبا برای مارتا نوشته بود و…